# Jaroslava Sjvedova
Jaroslava Vjatjeslavovna Sjvedova (russisk: Ярослава Вячеславовна Шведова; født 12. september 1987 i Moskva, Sovjetunionen) er en professionel tennisspiller fra Kasakhstan.